# 앨런 맥그레거
앨런 제임스 맥그레거 (Allan James McGregor, 1982년 1월 31일 ~ )는 스코틀랜드의 전 축구 선수이다. 현역 시절 포지션은 골키퍼였다.